# Fattoriale crescente
In matematica, per fattoriale crescente o decrescente di {\displaystyle x} con {\displaystyle n} fattori si intende, rispettivamente un prodotto della forma
{\displaystyle x(x+1)(x+2)\cdots (x+k-1)=\prod _{j=0}^{k-1}(x+j)\qquad }  ({\displaystyle k} fattori crescenti inizianti da {\displaystyle x});
{\displaystyle x(x-1)(x-2)\cdots (x-k+1)=\prod _{j=0}^{k-1}(x-j)\qquad }  ({\displaystyle k} fattori decrescenti inizianti da {\displaystyle x}).
Qui {\displaystyle k} denota un intero naturale, mentre {\displaystyle x} può denotare un numero reale o complesso, oppure una variabile formale o anche un elemento generico di un anello (in tal caso gli interi si identificano con i multipli dell'elemento unità dell'anello).

## Simboli
Utilizzando una delle notazioni utilizzata abbiamo:
{\displaystyle x^{\overline {k}}:=x(x+1)(x+2)\cdots (x+k-1),\qquad } fattoriale crescente;
{\displaystyle x^{\underline {k}}:=x(x-1)(x-2)\cdots (x-k+1),\qquad } fattoriale decrescente.
Esistono anche  notazioni alternative da utilizzare con cautela perché diversamente interpretate da diversi autori come  la notazione {\displaystyle (x)_{n}} detta simbolo di  Pochhammer usata da alcuni per il fattoriale decrescente da altri per quello crescente.

## Casi particolari
Per {\displaystyle k=0} fattoriale crescente e fattoriale decrescente danno il prodotto vuoto, cioè
{\displaystyle x^{\overline {0}}=x^{\underline {0}}=1.}

## Collegamenti con calcolo combinatorio
Nel caso {\displaystyle x=n} numero intero non negativo, con riferimento a simboli comunemente usati nel calcolo combinatorio, si ha:
{\displaystyle n^{\overline {k}}={\frac {(n+k-1)!}{(n-1)!}}=D_{n+k-1,k}\qquad } (disposizioni senza ripetizione);
{\displaystyle n^{\underline {k}}={\frac {n!}{(n-k+1)!}}=D_{n,k}\qquad } (disposizioni senza ripetizione);
{\displaystyle C_{n,k}={\frac {n^{\underline {k}}}{k!}}\qquad } (combinazioni senza ripetizioni);
{\displaystyle C'_{n,k}={\frac {n^{\overline {k}}}{k!}}\qquad } (combinazioni con ripetizioni).

## Dai polinomi alle matrici di Stirling
Iniziando dai polinomi di primo grado i primi cinque casi del fattoriale decrescente sono:
{\displaystyle x^{\underline {1}}=x;}
{\displaystyle x^{\underline {2}}=x(x-1)=x^{2}-x;}
{\displaystyle x^{\underline {3}}=x(x-1)(x-2)=x^{3}-3x^{2}+2x;}
{\displaystyle x^{\underline {4}}=x(x-1)(x-2)(x-3)=x^{4}-6x^{3}+11x^{2}-6x;}
{\displaystyle x^{\underline {5}}=x(x-1)(x-2)(x-3)(x-4)=x^{5}-10x^{4}+35x^{3}-50x+24.}
I primi cinque di quello crescente sono:
{\displaystyle x^{\overline {1}}=x;}
{\displaystyle x^{\overline {2}}=x(x+1)=x^{2}+x;}
{\displaystyle x^{\overline {3}}=x(x+1)(x+2)=x^{3}+3x^{2}+2x;}
{\displaystyle x^{\overline {4}}=x(x+1)(x+2)(x+3)=x^{4}+6x^{3}+11x^{2}+6x;}
{\displaystyle x^{\overline {5}}=x(x+1)(x+2)(x+3)(x+4)=x^{5}+10x^{4}+35x^{3}+50x+24.}
Utilizzando vettori e matrici possiamo esprimere i due casi precedenti scrivendo:
{\displaystyle {\begin{pmatrix}x^{\underline {1}}\\x^{\underline {2}}\\x^{\underline {3}}\\x^{\underline {4}}\\x^{\underline {5}}\end{pmatrix}}={\begin{pmatrix}1&0&0&0&0\\-1&1&0&0&0\\2&-3&1&0&0\\-6&11&-6&1&0\\24&-50&35&-10&1\end{pmatrix}}{\begin{pmatrix}x\\x^{2}\\x^{3}\\x^{4}\\x^{5}\end{pmatrix}}}
{\displaystyle {\begin{pmatrix}x^{\overline {1}}\\x^{\overline {2}}\\x^{\overline {3}}\\x^{\overline {4}}\\x^{\overline {5}}\end{pmatrix}}={\begin{pmatrix}1&0&0&0&0\\1&1&0&0&0\\2&3&1&0&0\\6&11&6&1&0\\24&50&35&10&1\end{pmatrix}}{\begin{pmatrix}x\\x^{2}\\x^{3}\\x^{4}\\x^{5}\end{pmatrix}}.}
Esplicitando il secondo vettore attraverso le matrici inverse si ottiene:
{\displaystyle {\begin{pmatrix}x\\x^{2}\\x^{3}\\x^{4}\\x^{5}\end{pmatrix}}={\begin{pmatrix}1&0&0&0&0\\1&1&0&0&0\\1&3&1&0&0\\1&7&6&1&0\\1&15&25&10&1\end{pmatrix}}{\begin{pmatrix}x^{\underline {1}}\\x^{\underline {2}}\\x^{\underline {3}}\\x^{\underline {4}}\\x^{\underline {5}}\end{pmatrix}}}
{\displaystyle {\begin{pmatrix}x\\x^{2}\\x^{3}\\x^{4}\\x^{5}\end{pmatrix}}={\begin{pmatrix}1&0&0&0&0\\-1&1&0&0&0\\1&-3&1&0&0\\-1&7&-6&1&0\\1&-15&25&-10&1\end{pmatrix}}{\begin{pmatrix}x^{\overline {1}}\\x^{\overline {2}}\\x^{\overline {3}}\\x^{\overline {4}}\\x^{\overline {5}}\end{pmatrix}}.}
Le matrici dell'esempio, facilmente generalizzabile ad un qualsiasi numero di polinomi, contengono i numeri di Stirling di prima e seconda specie, alternati e no. Gli elementi di questi quattro triangoli di Stirling si possono ottenere con regole ricorsive simili a quella di Stiffel relativa al triangolo di Tartaglia 

## Collegamento con il calcolo umbrale
I fattoriali crescenti e i fattoriali decrescenti possono essere interpretati come polinomi nella variabile {\displaystyle x} e le due successioni {\displaystyle x^{\overline {n}},} per {\displaystyle n=0,1,2,\ldots ,} e {\displaystyle x^{\underline {n}},} per {\displaystyle n=0,1,2,\ldots ,} come successioni di polinomi. Questi hanno ruoli particolari nelle formule che riguardano l'azione sui polinomi di operatori come l'operatore alle differenze in avanti {\displaystyle \Delta }, formule corrispondenti al teorema di Taylor del calcolo infinitesimale indotta dall'azione dell'operatore derivazione. In queste formule e in molte altre circostanze i fattoriali crescenti e i decrescenti nel calcolo delle differenze finite giocano il ruolo che i polinomi {\displaystyle x^{n}} giocano nel calcolo differenziale. Si osservi ad esempio la somiglianza fra la
{\displaystyle \Delta x^{\underline {k}}=kx^{\underline {k-1}},}
e la
{\displaystyle Dx^{k}=kx^{k-1},}
dove {\displaystyle D} denota la derivata rispetto alla variabile {\displaystyle x}. La teoria che consente di trattare sistematicamente e rigorosamente queste somiglianze è l'odierno calcolo umbrale. Più specificamente le teorie che riguardano relazioni di questo genere coinvolgenti polinomi come i fattoriali crescenti e i decrescenti sono la teoria delle sequenze polinomiali di tipo binomiale e la teoria delle successioni di Sheffer.